# Enterobacteriaceae
Enterobacteriaceae (uma das famílias do 5º Grupo de Bergey) é uma família de bactérias Gram-negativas muito abundante, incluindo uma grande variedade de bactérias patogênicas. Os indivíduos da família Enterobacteriaceae são bastante conhecidos, alguns pertencem a microbiota normal dos intestinos de seres humanos e animais como a Escherichia coli, outros como habitantes do solo ou da água e outros podem estar implicados em vários processos patogênicos, incluindo por exemplo os gêneros Salmonella, Proteus, Shigella e Yersinia. Estudos genéticos incluíram este grupo dentro das Proteobacteria, e sua ordem é Enterobacteriales.
A espécie Escherichia coli, mais conhecida como E.coli, é reconhecida como um micro-organismo modelo, pois foi exaustivamente
estudado geneticamente e bioquimicamente nos últimos anos. 

## Fisiologia e Estrutura
São bastonetes gram negativos de tamanho moderado (0,3 a 1,0 x 1,0 a 6,0 mcm), medindo em média 1-5μm no comprimento e possuem um antígeno comum às enterobactérias.
As enterobactérias são aeróbios e  anaeróbios facultativos e podem ser
cultivados em diversos meios de cultura, como ágar MacConkey
(meio seletivo) ou ágar sangue (não seletivo). Possuem
exigências nutricionais simples, fermentam glicose e produzem ácido a
partir dessa reação. Diferentemente de bactérias semelhantes, são
catalase positivo e oxidase negativo.  Além disso, todos
pertencentes a essa família reduzem o nitrato ao nitrito e não formam
esporos. A maioria das enterobactérias são móveis e com flagelos
peritríquios, exceto isolados comum dos gêneros Klebsiella,
Shigella e Yersinia.
Diversos meios podem ser utilizados para diferenciar os gêneros
pertencentes a essa família através de provas bioquímicas, como a
capacidade e fermentar lactose, utilizar citrato, descarboxilar a lisina e outros.
O lipopolissacarídeo (LPS) é o principal antígeno dessa família. As enterobactérias podem ser classificadas sorologicamente de acordo com os componentes do seu LPS: polissacarídeo somático O, antígeno capsulares K e proteínas flagelares H
.

## Patogênese e Imunidade
Existem diversos fatores de virulência associados a membros dessa
família, alguns deles são comuns à todos os gêneros, como endotoxina, e
outros são particulares a determinadas cepas.

### Endotoxina
Sua atividade é dependente do lipídio A do LPS.

### Sistema de secreção do tipo III
Alguns gêneros, como Yersinia,
Salmonella e Shigella possuem esse fator de virulência.
Esse sistema permite introduzir fatores de virulência dentro da célula
eucariota.

### Variação de Fase antigênica
O antígeno capsular K e flagelar H pode estar, alternadamente,
expressado ou não, protegendo as mesmas de reação com anticorpos.

### Resistência ao poder bactericida do soro
Outros fatores além da cápsula impedem a reação da cepa com o [[sistema
complemento]].

### Sequestro de fatores de crescimento
Esse fator de virulência permite às bactérias atuarem sobre as ligações
do ferro com a proteína heme ou proteína de ferro quelante e,
consequentemente, liberar o ferro .